# Feargal Sharkey
Pour les articles homonymes, voir Sharkey.
Sean Feargal Sharkey (né le 13 août 1958) est un chanteur nord-irlandais originaire d'Irlande du Nord, initialement chanteur du groupe pop punk The Undertones. Dès lors, tout en s'éloignant de ses projets musicaux au début des années 1990, il incarne divers rôles dans l'industrie musicale au Royaume-Uni, et remporte plusieurs prix et distinctions pour son travail dans ce domaine.

## Biographie

### The Undertones (1976-1983)
Sharkey, né à Derry en Irlande du Nord, est le membre cofondateur du groupe The Undertones en 1976. Dans les années 1970, ils jouent dans quelques endroits situés en Irlande du Nord, y compris au Flamingo Ballroom de Ballymena, et au Chester de Portrush. The Undertones atteignent le succès en Angleterre avec des chansons telles que Teenage Kicks, Here Comes The Summer, My Perfect Cousin, Wednesday Week et It's Going To Happen. Le groupe se sépare en 1983 à cause de divergences musicales ; Sharkey poursuit une carrière solo et les autres membres du groupe forment That Petrol Emotion l'année suivante. Avant le démarrage de sa carrière solo, Sharkey chanta furtivement pour le groupe The Assembly, aux côtés de l'ancien membre de Yazoo et Depeche Mode, Vince Clarke. En 1983, leur unique single Never Never atteint la quatrième place des charts britanniques.

### Carrière solo (1984-1991)
Le premier single de Sharkey, intitulé Listen To Your Father, est une collaboration avec Cathal Smyth, membre du groupe Madness. Le single est paru au label de Madness, Zarjazz Records, en 1984, puis atteint la 23e place des charts britanniques. La chanson est jouée au Top of the Pops avec les membres de Madness. Son single solo le plus connu s'intitule A Good Heart, paru en 1985 et écrit par Maria McKee, qui a atteint la première place dans plusieurs pays dont le Royaume-Uni fin 1985. Le single You Little Thief atteint également le Top 5 britannique, en 1986. Cette chanson avait un lien avec A Good Heart : You Little Thief a été écrit par Benmont Tench, membre du groupe de Tom Petty, de sa relation avec McKee en réponse à son A Good Heart. 
Son premier album éponyme a atteint la 12e place aux charts britanniques. À la suite de la parution de son deuxième album Wish en 1988, Sharkey atteint le Top 30 britannique avec l'album Songs From The Mardi Gras duquel provient le single I've Got News For You,.

### Industrie de la musique (depuis 1992)
Au début des années 1990, Sharkey se focalise sur le côté commercial de l'industrie musicale, d'abord en devenant manager A&R pour Polydor Records, puis directeur général d'EXP Ltd. Il est nommé membre d'Office of Communications pendant cinq ans de décembre 1998 à décembre 2003. Il devient président du Live Music Forum en 2004, qui évalue l'impact de la Loi sur les licences de 2003 concernant la performance des musiques en direct, et témoigne publiquement devant la commission de la culture, des médias et du sport le 11 novembre 2008. Toujours en 2008, Sharkey devient directeur général de British Music Rights, remplaçant Emma Pike. En octobre 2008, il est nommé à la tête de UK Music (en), une organisation défendant les intérêts collectifs de l'industrie musicale commerciale du Royaume-Uni. Sharkey démissionne de UK Music le 11 novembre 2011. Sharkey fait également une apparition sur la chaîne télévisée BBC Newcastle en compagnie du présentateur Simon Logan, l'après-midi du 7 août 2013. Il parle de sa carrière et de la fin de sa carrière musicale : « J'ai eu une carrière absolument géniale... Il est temps de quitter la scène et de laisser place aux nouveaux artistes. »

### Prix et distinctions
En 2004, Sharkey est récompensé du Prix Scott Piering, par l'industrie de la radio pour « reconnaissance des réalisations dans la promotion de la musique et de la compréhension de l'industrie de la musique à leurs collègues de la radio. »
En 2006, il est récompensé du Bottle Award, à l'International Live Music Conference dans la catégorie « contribution exceptionnelle à l'industrie de la musique en direct. » En 2008, Sharkey est récompensé d'un Doctor of Arts honoraire par l'Université de Hertfordshire, reconnaissant ses réalisations musicales exceptionnelles. En 2009, il atteint la 56e place du classement MediaGuardian 100 du journal The Guardian, qui le décrit « une des personnes les plus puissantes des domaines de la télévision, de la radio, des journaux, des magazines, des médias informatiques, des médias, des publicités, du marketing et des relations publiques. » En 2010, il apparaît la 45e place du classement The Wired 100 du magazine Wired. la même année, il est récompensé d'un Doctor of Letters de l'Université d'Ulster reconnaissant ses services dans l'industrie musicale.

## Discographie

### Albums
- 1985 : Feargal Sharkey
- 1988 : Wish
- 1991 : Songs From The Mardi Gras

### Singles
- 1984 : Listen to Your Father
- 1985 : Loving You
- 1985 : A Good Heart
- 1985 : Never Never (avec the Assembly, groupe de Vince Clarke)
- 1986 : You Little Thief
- 1986 : Someone to Somebody
- 1986 : It's All Over Now
- 1988 : More Love
- 1988 : Out of My System
- 1988 : If This is Love
- 1991 : Cry Like a Rainy Day
- 1991 : I've Got News for You
- 1991 : Women & I
- 1991 : To Miss Someone